# 篠塚正典
篠塚 正典（しのづか まさのり、1960年4月2日 - ）は、日本のグラフィックデザイナー。

## 来歴

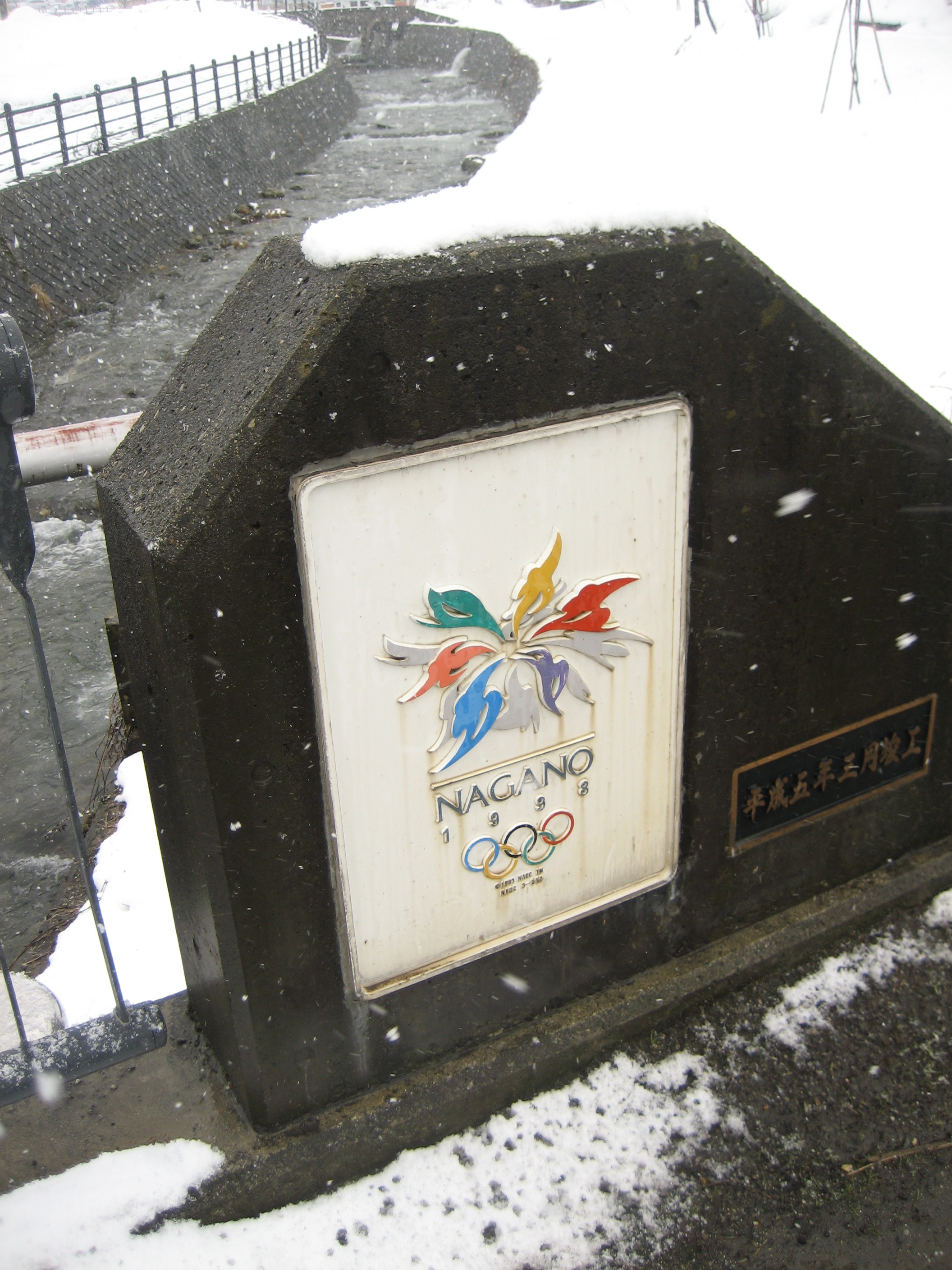
長野オリンピツクロゴマーク

東京都江東区出身。歌手・松本ちえこのLPジャケットのデザイン一般公募で1位は逃したものの入選して、ジャケット裏部分に篠塚のデザインが採用された。これが篠塚にとって世の中に出た最初の作品ではないかという。1979年に東京都立九段高等学校を卒業。
進学した多摩美術大学グラフィックデザイン科を1984年に卒業後、渡米。アートセンター・カレッジ・オブ・デザイン（ゼミの恩師でもある咽原省三の出身校）で、グラフィックデザインとパッケージデザインを学び、首席で卒業。その後、ランドーアソシエイツに入社しデザイナーとなる。
転勤希望を出して1992年に東京支社へ異動し、翌1993年に長野オリンピックのシンボルマーク（オリンピックエンブレム）をデザインした。デザイン会社や広告代理店を対象にしたコンペでランドーアソシエイツへの依頼が決まった後、世界中の社員100人以上から1000点以上の作品が集まり、3作品に絞られた末に選ばれたものだった（エンブレム制作チームを率いたのは同社のフミ・ササダ）。ランドーアソシエイツは、同大会の競技ピクトグラムデザイン、デザインマニュアル等も担当した。
1995年4月にランドーアソシエイツを退社し同年7月、ブランディングデザインとパッケージデザインのデザイン会社「株式会社イデアクレント（IDEA CRENT）」を設立。
2015年7月、オリンピックエンブレムについて、「見る人が共感できるデザインをしなくてはいけない」「説明なしで直感的に感じてもらえるデザインでなければいけない」との考えを明かした。

## 主な作品

### シンボルマーク・ロゴ
- 長野オリンピック（オリンピックエンブレム）
- 東芝 ダイナブック[10]
- 株式会社ジャスダック証券取引所[10]
- 三井化学株式会社[10]
- 三和建設株式会社[12]
- 小学館 『プラチナサライ』[13][14][15]
- ボットーネ[16]

### その他
- 田中好子 “いつもいっしょだよ” モニュメント（イラストはさくらももこ、田中好子）[17]
- ユニ・チャーム シルコットウェットティッシュ[18]監修デザイナー

## 教職歴
2015年7月閲覧時点
- 清華大学美術学院（中国、北京）　講師（2000 - ）
- 東京家政大学　講師（1996 - ）
- 東京コミュニケーションアート専門学校　講師（1995 - ）
- 大阪ビスタ・デジタル・インスティチュート　副校長（1997 - 1999）